# サ第一号作戦
サ第一号作戦（さだいいちごうさくせん）とは、第二次世界大戦中に日本海軍が行ったインド洋方面での海上交通破壊作戦。

## 計画
作戦目的は、敵の印豪間海上交通を破壊して敵戦力の低下を図るとともに、敵海上兵力を交通保護に牽制拘束して東方作戦の間接支援を期待し、兼ねて敵船舶の拿捕によって、わが輸送力の増強も図ろうとするものであった。
作戦名称は第16戦隊司令官左近允尚正少将の頭文字を取り、「サ」第一号作戦の呼称が定められた。

## 経過
1944年1月20日、日本海軍南西方面艦隊司令長官高須四郎中将は、インド洋方面海上交通破壊戦を計画し、その作戦命令をシンガポールにおいて発令した。
当初、奇襲兵力には第十六戦隊（司令官左近允尚正少将）の重巡洋艦「足柄」（旗艦）及び「青葉」の2隻が予定されていたが、北方に於いて連合国軍の活動が活発化したため「足柄」は北方部隊に編入され、代わりに「青葉」が第十六戦隊の旗艦となった。そのため、連合艦隊司令部に「足柄」の代艦を要求したところ、当時リンガ泊地にいた第七戦隊の重巡洋艦「利根」、「筑摩」の二隻が派遣された。補給隊として軽巡洋艦「大井」、「鬼怒」、駆逐艦3隻が支援に当たった他、潜水艦や航空部隊も索敵や攻撃待機を行った。また、敵の勢力圏内での作戦のため、艦首の菊花御紋章を隠す、星条旗を掲げるなどの偽装工作が行われた。
2月27日までに参加各部隊はバンカ泊地に集合し、月末まで打ち合わせと図上演習を行った。潜水部隊にセイロン島の北方およびチャゴス島の偵察に任じたが、敵艦隊のセイロン出撃、チャゴスの環礁内の停泊艦船は認めず、支援隊の航空部隊も索敵、警戒を実施したが、敵を発見しなかった。
3月2日、奇襲隊（「青葉」、「利根」、「筑摩」）はバンカ泊地を出撃、3月4日からココス島沖で「青葉」を中央に、「利根」を右側に、「筑摩」を左側に配置した間隔3万メートルの横一列陣形で索敵を開始した。3月5日から8日まで、潜水艦から一度「商船一隻南下中」の報告があったが発見できず、敵艦船を見ることはなかった。3月9日午後、ようやく「利根」がイギリスの商船「ビハール（ベハー）」を発見し、撃沈した。
利根はまず、「電報ヲ打ツナカレ」、次に「我ハ米国巡洋艦ナリ」「重要通信アリ近寄レ」の国際信号を旗流及び発光信号で「ビハール」に送ったが、「ビハール」は救難信号を発信しつつ逃走を試みたため、「利根」は星条旗を降ろして日本の軍艦旗を掲げた上で撃沈した。発射弾数は108発、捕虜数は129名であった。
その後「利根」では捕虜の取り扱いを巡って「ビハール号事件」が発生した。
電報を発したので奇襲隊の行動が敵に露見した算があるとして、ココス島南方に北上し、10日から12日まで「筑摩」「利根」の水上偵察機で索敵を行ったが敵艦船を発見できなかった。英公刊戦史によれば、敵は商船航路を南方および西方に変換（約10日間）している。3月15日、奇襲隊はジャカルタへ入港した。南西方面部隊の主要戦力が参加した本作戦は商船一隻撃沈の戦果のみで終了した。